# Uzundżowska reka
Uzundżowska reka (bułg. Узунджовска река) – rzeka w południowej Bułgarii. 
Swój bieg zaczyna pod nazwą Chandere w pobliżu drogi Chaskowo – Dimitrowgrad, na wysokości 179 m n.p.m. Płynie w kierunku wschodnim i południowo-wschodnim po szerokiej aluwialnej dolinie, pod małym nachyleniem między Wzgórzami Chaskowskimi (na południu) a Wzgórzami Uzundżowskimi (na północny). Przed ujściem przepływa przez wązóz. Jest lewym ujściem Charmanlijskiej reki, na wysokości 137 m n.p.m., 2,4 km od Brjagowa. Rzeka ma 21 km długości oraz powierzchnię dorzecza o wielkości 81 km², co stanowi 8,47% powierzchni dorzecza Charmanlijskiej reki. 
Do Uzundżowskiej reki uchodzi: 
- lewy dopływ: Aradere.

Rzeka przepływa przez 1 miejscowość: Uzundżowo.